# Sant Roro
Sant Roro o Sant Rorro és un sant fictici esmentat a diverses cançons de taverna del Folklore valencià, en forma de paròdia de goigs.
Es té constància de l'existència del Romanç de Sant Roro des de la segona meitat del segle xix, sent possiblement originari de l'Horta de València, i cantat des de la Plana de Castelló a la Vall d'Albaida i la Safor. Es considera que les versions de Vila-real i Llutxent, que són les que han estat publicades, són les dos versions bàsiques del romanç, que en cada localitat té les seues pròpies variacions. A Quatretonda la canten les dones quan treballaven la vinya. Ha estat interpretat per Al Tall i Pep Gimeno Botifarra.
A Alcàntera de Xúquer existeix la Processó de Sant Roro, definit com el Sant patró dels borratxos, puteros i malfaeners. La processó té una representació del sant que és cremada en finalitzar-ne esta, i se celebra abans de les festes patronals.